# مقاطعة بيزبولياكسكي
مقاطعة ((بالروسية: Бижбуля́кский райо́н)‏. (بالباشقيرية: Бишбүләк районы)‏. Chuvash. (بالتتارية: Бишбүләк районы)‏) هي مقاطعة إدارية  وبلدية (رايون)، واحدة من أربعة وخمسين مقاطعة في جمهورية باشكورتوستان، روسيا. تقع في غرب الجمهورية وتحدها مقاطعة بيلبييفسكي في الشمال، ومقاطعة ألشيفسكي في الشمال الشرقي، ومقاطعة مياكينسكي ‏ في الشرق، وأورنبرغ أوبلاست في الجنوب والغرب، وومقاطعة يرميكيفسكي ‏ في الشمال الغربي. تبلغ مساحة المقاطعة 2,133.9 كيلومتر مربع (823.9 ميل2).
مركزها الإداري هو هو البلدة الريفية (سيلو) بيجبولياك. حسب تعداد عام 2010، كان مجموع سكان المقاطعة 26,080 نسمة، سكان بيجبولياك يمثلون 24.7 ٪ من هذا العدد.

## التاريخ
تم تشكيل مقاطعة بيزولياكسكي في 20 أغسطس 1930، عندما تم، وفقًا لمرسوم رئيس اللجنة التنفيذية المركزية لعموم روسيا، تصفية الجمهورية الاشتراكية السوفياتية الباشكيرية ذاتية الحكم إلى كانتونات وتم تشكيل 48 مقاطعة.
في 1 فبراير 1963، تم إلغاء المقاطعة، وأصبحت أراضيها جزءًا من مقاطعة بيلييبفسكي. تم إعادة تشكيلها في 13 يناير 1965.

## التركيبة السكانية
| 2002   | 2008    | 2009    | 2010    | 2012    | 2013    | 2014    | 2015    | 2016    | 2017    |
| ------ | ------- | ------- | ------- | ------- | ------- | ------- | ------- | ------- | ------- |
| 27.999 | ↘27.782 | ↘27.583 | ↘26.080 | ↘25.361 | ↘24.825 | ↘24.124 | ↘23.653 | ↘23.315 | ↘22.984 |

سيكون عدد السكان وفقا لتوقعات وزارة التنمية الاقتصادية في روسيا كما يلي:
- 2024 - 22,09 ألف شخص.
- 2035 - 19,86 ألف شخص.

وفقًا لتعداد عموم روسيا لعام 2010 تتكون التركيبة السكانية من حيث التكوين العرقي من 35.3٪ من التشوفاش، 26.1٪ من التتار، 22٪ من الباشكير، 11.8٪ من الروس، 3.6٪ من الموردوفيون، 0.9 ٪ من جنسيات أخرى.

## الوضع الإداري والبلدي
في إطار التقسيمات الإدارية، تعد مقاطعة بيزولياكسكي واحدة من أربعة وخمسين مقاطعة في جمهورية باشكورتوستان. وتنقسم المقاطعة إلى ثلاثة عشر سيلسوفيت، تتألف من خمسة وثمانين تجمعًا ريفيًا. كقسم للبلدية، تم دمج المقاطعة كمقاطعة بلدية بيزولياكسكي. تم دمج ثلاثة عشر سيلسوفيت إلى ثلاثة عشر مستوطنة ريفية داخل المقاطعة البلدية. يُعد السيلو بيجبولياك بمثابة المركز الإداري لكل من المقاطعة الإدارية والبلدية.